# Курганский научно-исследовательский институт сельского хозяйства
Курганский НИИСХ Россельхозакадемии — старейшее научно-исследовательское учреждение Курганской области.
Директор — Телегин Владимир Александрович, кандидат сельскохозяйственных наук.
В институте работает 115 человек, в том числе научных сотрудников — 35, из них докторов сельскохозяйственных наук — 1, кандидатов сельскохозяйственных наук −13.

## История
Его биография начинается с 1914 года, с момента создания Шадринского опытного поля.
- 1914 год — создание Шадринского опытного поля. Первый директор (1914—1929) — Алексей Осипович Чазов.
- 1930 год — создание Макушинского опытного поля.
- Июнь 1949 года — Постановлением Совета Министров СССР на базе Шадринского опытного поля была создана Курганская областная селекционно-опытная станция.
- Распоряжением Совета Министров СССР в июле 1950 года создана Шадринская сельскохозяйственная опытная станция, которой 35 лет руководил Терентий Семёнович Мальцев (1950—1985гг).
- 1956 г. — Курганская областная селекционно-опытная станция реорганизована в Государственную сельскохозяйственную опытную станцию на базе Курганского сельхозинститута (с. Каширино).
- Декабрь 1962 года — опытная станция была переведена на базу Курганского племсовхоза в с. Садовое. Директор опытной станции с 1962 по 1972 год — Петр Иванович Кузнецов, с 1972 по 1974 гг. — Иван Иванович Сахацкий.
- 1972 год - создан отдел селекции при Курганской сельскохозяйственной опытной станции в селе Садовом, руководитель — Владимир Викторович Лисич.
- 1974 г. — на базе Курганской сельскохозяйственной опытной станции был создан Курганский НИИ зернового хозяйства. Директор Курганского НИИ зернового хозяйства с 1974 по 1994 гг. — Игорь Антонович Сикорский, а с 1995 по 2000 гг. — Валерий Иванович Овсянников.
- 1977 год - организован селекционный центр при Курганском НИИЗХ. В селекционном центре ведется работа по яровой мягкой, твёрдой и озимой пшеницам. За период с 1977 года и по настоящее время в Госсортсеть передано 18 сортов пшеницы, из них 10 районированы. В Государственный реестр включены сорта: Шадринская (районирована в 1979), Зауральская, Вера (1982), Курганская-1 (1984), Коллективная-2 (1998), Ария (2005), Фора, Терция, Ария, Мальцевская 110, Радуга, сорт озимой пшеницы Альбина 45.
- 2000 г. — КНИИЗХ преобразован в Государственное научное учреждение «Курганский НИИ сельского хозяйства». Директором Курганского НИИ сельского хозяйства с 2000 по 2004 гг. становится Сергей Александрович Показаньев, с 2004 по 2006 гг. — Андрей Александрович Лушников, а с 2006 года — Владимир Александрович Телегин.

## Основные направления НИР
КНИИСХ имеет 1500 га земли, обладает собственной экспериментальной базой.
Основными направлениями научно-исследовательских работ являются земледелие, агрохимия, экономика, селекция и защита растений.
В состав института входит Селекционный центр, ведущий работу по выведению новых сортов озимой и яровой пшеницы.
Институт разрабатывает систему ландшафтного земледелия, ведет исследования в длительных стационарных опытах в трех основных почвенно-климатических зонах Курганской области.